# Шабанов Артем Михайлович
Арте́м Миха́йлович Шаба́нов (нар. 7 березня 1992, Київ, Україна) — український футболіст, захисник харківського «Металіста 1925». Грав за збірну України.

## Клубна кар'єра
Вихованець академії «Динамо» (Київ), у якій займався до 15 років, після чого перейшов у школу столичного «Арсенала». 2009 року потрапив до структури «канонірів», і наступні чотири роки виступав за молодіжну команду.

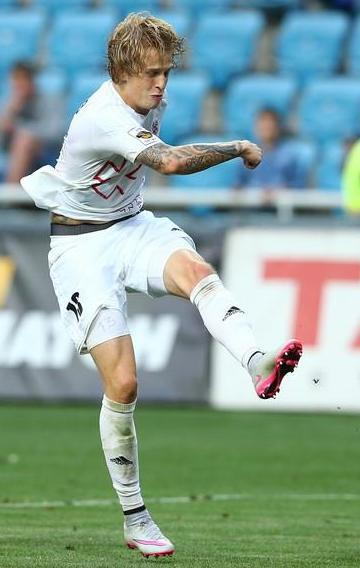
Шабанов під час виступів за «Волинь». 13 вересня 2015

Дебютував у Прем'єр-лізі 30 вересня 2013 року в матчі «Арсенала» проти «Севастополя» (3:1), провівши на полі всі 90 хвилин. 20 жовтня провів свій другий матч за основну команду, відігравши всю гру проти рідного «Динамо». Ця гра стала останньою для «канонірів», після чого клуб знявся зі змагань, а футболісти отримали статус вільних агентів.
У січні 2014 року перейшов у луцьку «Волинь». За нову команду дебютував 28 квітня в домашньому матчі проти «Чорноморця» (1:2), вийшовши у стартовому складі, на 59 хвилині був замінений на Флорентіна Матея. Улітку 2014 року команду покинула основна пара центральних захисників лучан Ян Масло та Ванче Шиков, після чого Шабанов став основним гравцем команди. Наприкінці травня 2016 року залишив луцький клуб, але зрештою наприкінці липня того ж року повернувся до «Волині».
Узимку 2016/17 таки покинув «хрестоносців» та розпочав процес оформлення трансферу до львівських «Карпат», тим не менш 27 січня 2017 року підписав контракт зі «Сталлю» (Кам'янське), а по завершенні сезону став гравцем «Олімпіка» (Донецьк).
У січні 2018 року підписав чотирирічний контракт з київським «Динамо». З сезону 2019/20 став основним захисником киян.
17 лютого 2021 року на правах оренди перейшов у варшавську «Легію».
З 2022 по 2023 рік був футболістом угорського клубу «Фегервар».
Після закінчення сезону 2022/23 на правах вільного агента підписав контракт з житомирським «Поліссям».
27 червня 2025 року став гравцем «Металіста 1925», уклавши з харківським клубом контракт на 1 роки з можливістю пролонгації ще на рік.

## На рівні збірних
У 2010 році залучався до матчів юнацьких збірних України (U-18 та U-19), за які в сумі провів 9 матчів.
10 листопада 2017 року дебютував у складі національної збірної України в товариському матчі проти Словаччини.

## Досягнення
Срібний призер Чемпіонату України (2): 2019/20, 2024/25
 Володар Кубка України: 2019/20
 Чемпіон Польщі: 2020/21

## Статистика виступів

### Клубна кар'єра
Статистичні дані наведено станом на 21 квітня 2022 року
| Сезон             | Команда           | Чемпіонат         | Чемпіонат | Чемпіонат | Кубок країни | Кубок країни | Кубок країни | Континентальні кубки | Континентальні кубки | Континентальні кубки | Інші змагання | Інші змагання | Інші змагання | Усього | Усього |
| Сезон             | Команда           | Змаг.             | Матчі     | Голи      | Змаг.        | Матчі        | Голи         | Змаг.                | Матчі                | Голи                 | Змаг.         | Матчі         | Голи          | Матчі  | Голи   |
| ----------------- | ----------------- | ----------------- | --------- | --------- | ------------ | ------------ | ------------ | -------------------- | -------------------- | -------------------- | ------------- | ------------- | ------------- | ------ | ------ |
| 2013/14           | «Арсенал» К       | ПЛ                | 2         | 0         | КУ           | 0            | 0            | —                    | —                    | —                    | —             | —             | —             | 2      | 0      |
| 2013/14           | «Волинь»          | ПЛ                | 3         | 0         | КУ           | 0            | 0            | —                    | —                    | —                    | —             | —             | —             | 3      | 0      |
| 2014/15           | «Волинь»          | ПЛ                | 22        | 1         | КУ           | 3            | 0            | —                    | —                    | —                    | —             | —             | —             | 24     | 1      |
| 2015/16           | «Волинь»          | ПЛ                | 21        | 0         | КУ           | 4            | 0            | —                    | —                    | —                    | —             | —             | —             | 25     | 0      |
| 2016/17           | «Волинь»          | ПЛ                | 14        | 0         | КУ           | 2            | 0            | —                    | —                    | —                    | —             | —             | —             | 16     | 0      |
| Всього у «Волині» | Всього у «Волині» | Всього у «Волині» | 60        | 1         |              | 9            | 0            |                      | 0                    | 0                    |               | 0             | 0             | 69     | 1      |
| 2016/17           | «Сталь» К         | ПЛ                | 13        | 0         | КУ           | 0            | 0            | —                    | —                    | —                    | —             | —             | —             | 13     | 0      |
| 2017/18           | «Олімпік» Д       | ПЛ                | 16        | 0         | КУ           | 1            | 0            | ЛЄ                   | 2                    | 0                    | —             | —             | —             | 19     | 0      |
| 2017/18           | «Динамо» К        | ПЛ                | 8         | 0         | КУ           | 1            | 0            | ЛЄ                   | 1                    | 0                    | —             | —             | —             | 10     | 0      |
| 2018/19           | «Динамо» К        | ПЛ                | 17        | 0         | КУ           | 1            | 0            | ЛЧ / ЛЄ              | 4                    | 0                    | СКУ           | 0             | 0             | 22     | 0      |
| 2019/20           | «Динамо» К        | ПЛ                | 26        | 2         | КУ           | 4            | 0            | ЛЄ                   | 5                    | 1                    | СКУ           | 0             | 0             | 35     | 3      |
| 2020/21           | «Динамо» К        | ПЛ                | 1         | 0         | КУ           | 0            | 0            | ЛЧ                   | 1                    | 0                    | СКУ           | 0             | 0             | 2      | 0      |
| 2021/22           | «Динамо» К        | ПЛ                | 6         | 0         | КУ           | 1            | 1            | ЛЧ                   | 1                    | 0                    | СКУ           | 0             | 0             | 8      | 1      |
| Всього в «Динамо» | Всього в «Динамо» | Всього в «Динамо» | 58        | 2         |              | 7            | 1            |                      | 12                   | 1                    |               | 0             | 0             | 77     | 4      |
| 2020/21           | «Легія»           | ЕК                | 7         | 0         | КП           | 1            | 0            | —                    | —                    | —                    | —             | —             | —             | 8      | 0      |
| 2021/22           | «Фегервар»        | ШЛ                | 6         | 0         | КУ           | 0            | 0            | —                    | —                    | —                    | —             | —             | —             | 1      | 0      |
| Всього за кар'єру | Всього за кар'єру | Всього за кар'єру | 162       | 3         |              | 18           | 1            |                      | 14                   | 1                    |               | 0             | 0             | 194    | 5      |

### Національна збірна
| 1 | 10.11.2017 | «Арена Львів», Львів        | Україна — Словаччина | 2:1 | Товариський матч | 81' |  | 89' |  |
| 2 | 14.11.2019 | «Славутич-Арена», Запоріжжя | Україна — Естонія    | 1:0 | Товариський матч | 46' |  |     |  |